# The Lustrate Process
The Lustrate Process är The Project Hate MCMXCIXs sjätte studioalbum, utgivet den 6 juli 2009. Det producerades av Lord K. Philipson. Mellan In Hora Mortis Nostræ och The Lustrate Process skedde två medlemsbyten. Mojjo hoppade av, och Thomas Ohlsson tog hans plats som trummis. Gitarristen Mazza (Petter Samuel Freed) slutade också i bandet, och ersattes av Anders Bertilsson.
På The Lustrate Process är det många gästmusiker och -sångare. Martin van Drunen (Asphyx, Hail of Bullets, ex-Pestilence, ex-Bolt Thrower), Christian Älvestam (Scar Symmetry), L.G. Petrov (Entombed), Johan Hegg (Amon Amarth) och Robert Eriksson gästsjunger, och Mike Wead (Mercyful Fate, King Diamond), Pär Fransson samt Henry Pyykkö (Whyte Ash) spelar gitarrsolon i olika låtar på skivan.

## Låtlista
1. Descend Into the Eternal Pits of Possession – 12.55
2. You Come to Me Through Hell – 8:55
3. See the Filth Become Flames in This Furnace – 8:20
4. Our Wrath Will Rain Down From the Sky – 8:36
5. The Locust Principles – 9:09
6. Arise to His World of Infamy – 9:41
7. The Burial of Gods – 7:01

- Musik: Anders Bertilsson, Lord K. Philipson
- Texter: Jonna Enckell, Jörgen Sandström, Lord K. Philipson

## Medverkande
The Project Hate MCMXCIX
- Lord K. Philipson – gitarr, programmering
- Jörgen Sandström – sång
- Jonna Enckell – sång
- Anders Bertilsson – gitarr
- Thomas Ohlsson – trummor

Bidragande musiker
- Mike Wead – sologitarr
- Pär Fransson – sologitarr
- Henry Pyykko – sologitarr
- Martin van Drunen – sång (på alla spår)
- Christian Älvestam – sång (på "You Come to Me Through Hell" och "The Locust Principles")
- Lars Göran Petrov – sång (på "Descend Into the Eternal Pits of Possession", "You Come Through Me to Hell" och "The Locust Principles")
- Johan Hegg – sång (på "Our Wrath Will Rain Down From the Sky")
- Robert Eriksson – sång (på "Arise to His World of Infamy")

Produktion
- Robban Eriksson – ljudtekniker
- Ronny Milianowicz – ljudtekniker
- Frankie D. – ljudtekniker
- Jonas Åhlen – ljudtekniker
- Dan Swanö – ljudmix, mastering
- Eva Siepen – ljudmix
- Lord K. Philipson – musikproducent, ljudmix
- Marko Saarelainen – omslagsdesign
- Statik Majik – omslagsdesign, illustrationer
- Peter Herneheim – foto
- Cissi Snell – foto
- Sandra Alexandersson – foto
- Marina Elmanovits – foto
- Cecilia Kri – foto